# Raïon de Dziatlava
Le raïon de Dziatlava (en biélorusse : Дзятлаўскі раён, Dziatlawski raïon) ou raïon de Diatlovo (en russe : Дятловский район, Diatlovski raïon) est une subdivision de la voblast de Hrodna ou oblast de Grodno, en Biélorussie. Son centre administratif est la ville de Dziatlava.

## Géographie
Le raïon couvre une superficie de 1 544,09 km2, dans le sud de la voblast. Le raïon est limité au nord par le raïon de Lida, à l'est par le raïon de Navahroudak et la voblast de Brest (raïon de Baranavitchy), au sud par le raïon de Slonim et le raïon de Vawkavysk, et à l'ouest par le raïon de Masty et le raïon de Chtchoutchyn.

## Histoire
Le raïon de Dziatlava est créé le 15 janvier 1940, comme subdivision de la voblast de Baranavitchy. Le 25 décembre 1962, le raïon est supprimé et partagé entre les raïons de Lida, Slonim et Navahroudak. Le 6 janvier 1965, il est rétabli.

## Population

### Démographie
Les résultats des recensements de la population (*) font apparaître une forte baisse de la population depuis 1959, qui s'est accélérée dans les premières années du XXe siècle.
| 1959*  | 1970*  | 1979*  | 1989*  | 1999*  | 2009*  |
| ------ | ------ | ------ | ------ | ------ | ------ |
| 61 678 | 56 090 | 47 736 | 42 263 | 38 312 | 29 703 |

### Nationalités
Selon les résultats du recensement de 2009, la population du raïon se composait de trois nationalités principales :
- 88,77 % de Biélorusses ;
- 9,28 % de Polonais ;
- 4,25 % de Russes.

### Langues
En 2009, la langue maternelle était le biélorusse pour 87,25 % des habitants du raïon de Dziatlava et le russe pour 10,28 %. Le biélorusse était parlé à la maison par 69,3 % de la population et le russe par 22,4 %.